# Rugby nos Jogos Olímpicos de Verão de 1924
O torneio de rugby nos Jogos Olímpicos de Verão de 1924 foi disputado entre 4 e 18 de maio no Stade Olympique Yves-du-Manoir, em Paris, na França. Foi a última vez que a modalidade de rugby union foi jogada em uma Olimpíada de Verão até que o rugby sevens foi introduzido nos Jogos de 2016.
Três equipes — França, Romênia e Estados Unidos — participaram do evento. A equipe estadunidense voltou para defender o ouro conquistado quatro anos antes em Antuérpia, onde haviam vencido a França na decisão. Jogando em casa, os franceses buscavam o título perdido no passado, mas novamente falharam na partida contra os Estados Unidos e amargaram novamente a medalha de prata. A Romênia perdeu seus dois jogos e ficou com o bronze.

## Medalhistas
|  | USA Estados Unidos |  | FRA França |  | ROM Romênia |
|  | R. Brown John Cashel Philip Clark Norman Cleaveland Hugh Cunningham Dudley DeGroot Robert Devereux George Dixon Charles Doe Linn Farrish Edward Graff C. Grondona Joseph Hunter Richard Hyland Caesar Mannelli Charles Mehan John Muldoon William Muldoon John O'Neil John Patrick William Rogers Rudolph Scholz Colby Slater Norman Slater Charles Lee Tilden Jr. Edward Turkington Alan Valentine Alan Williams |  | F. Abraham René Araou Jean Bayard Louis Béguet André Béhotéguy Marcel Besson Alexandre Bioussa Étienne Bonnes François Borde Adolphe Bousquet Aimé Cassayet-Armagnac F. Cayrol François Clauzel Clément Dupont Albert Dupouy Jean Etcheberry E. Frayssinet Henri Galau Gilbert Gérintès Charles-Antoine Gonnet Raoul Got Adolphe Jauréguy René Lasserre Louis Lepatey Marcel-Frédéric Lubin-Lebrère Camille Montade Roger Piteu Étienne Piquiral Eugène Ribère Jean Vaysse |  | Nicolae Anastasiade Dumitru Armășel Gheorghe Benția Ion Cociociaho Constantin Cratunescu Teodor Florian Petre Ghiţulescu Ion Gîrleșteanu Octav Luchide Jean Henry Manu Nicolae Mărăscu Teodor Marian Sorin Mihăilescu Paul Nedelcovici Iosif Nemes Eugen Sfetescu Mircea Sfetescu Soare Sterian Mircea Stroescu Atanasie Tănăsescu Mihai Vardală Paul Vidrașcu Dumitru Volvoreanu |

## Contexto
Em setembro de 1923, o Comitê Olímpico dos Estados Unidos concordou em enviar um time americano de rugby para as Olimpíadas de Paris de 1924. O Comitê Olímpico Francês (FOC) havia programado o evento de rugby para dar início aos Jogos de Paris de 1924, e a Romênia e os EUA eram esperados para fornecer apenas uma oposição simbólica para os campeões europeus. A França foi escolhida para ganhar a medalha de ouro em grande estilo. O time olímpico de rugby dos EUA chegou a Paris, via Inglaterra, em 27 de abril de 1924, após uma viagem de 6.000 milhas de trem, ônibus, navio e balsa de Oakland, Califórnia . O time foi alvo de hostilidade antes mesmo de os jogadores pisarem em solo francês. No porto de Boulogne, oficiais de imigração recusaram a entrada do time dos EUA, e os jogadores — muitos dos quais ficaram enjoados durante a travessia turbulenta — passaram mais de 12 horas esperando que os oficiais resolvessem a situação.

## Resultados

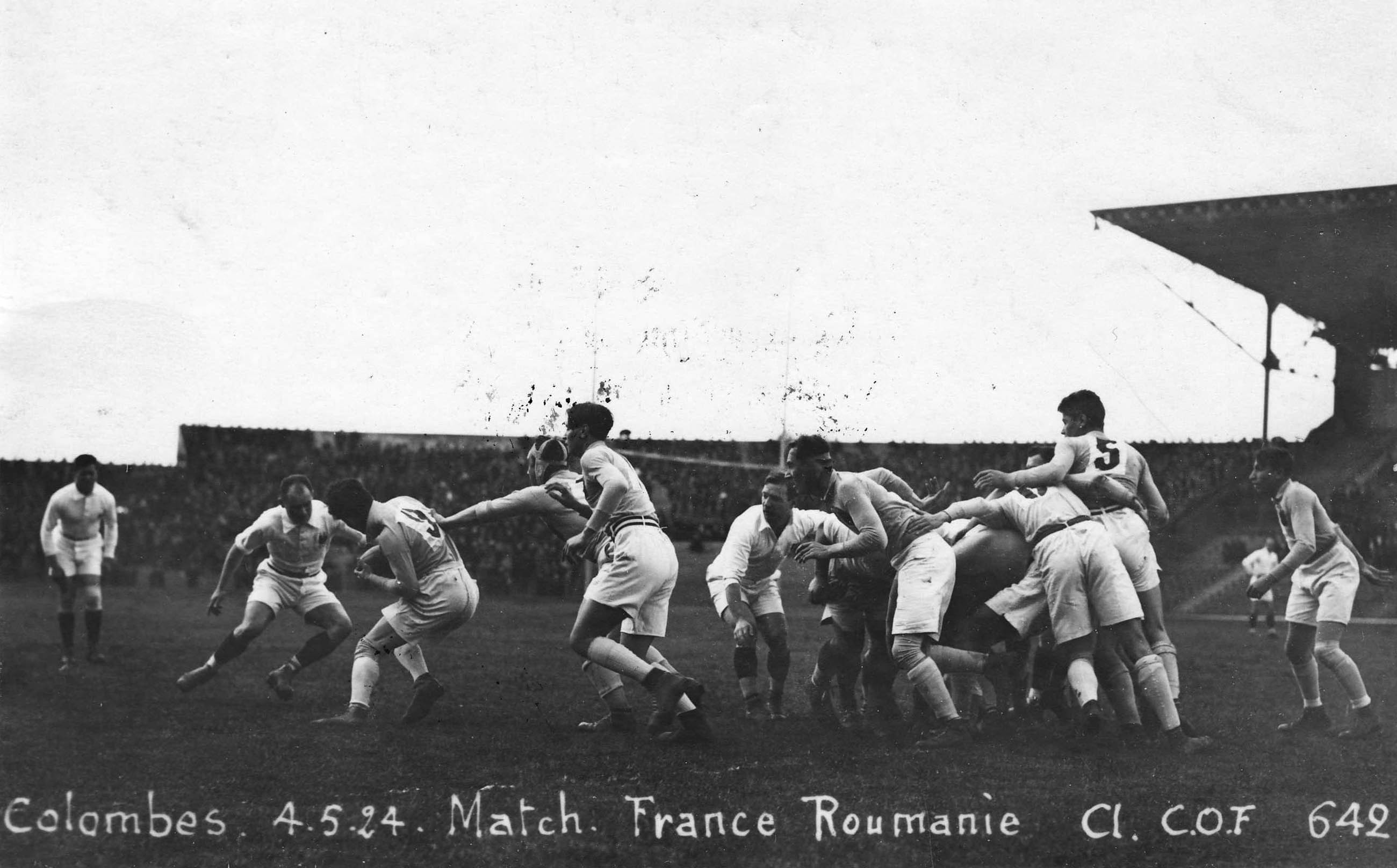
Partida entre França e Romênia.

Os jogos olímpicos de 1924 começaram em 4 de maio com uma partida entre França e Romênia. Jogando seus primeiros quinze, os franceses conseguiram uma vitória de 59 a 3 sobre o menor time do leste europeu, marcando 13 tries, incluindo quatro do excelente ponta do Stade Francais, Adolphe Jauréguy.
Após a partida, outra rodada de problemas começou sobre o árbitro da partida França-EUA. A disputa degradou-se com os franceses não fornecendo mais campos de treino para a equipe, então os americanos se encontraram em um parque nos arredores de uma cidade. Atiçando as chamas, a imprensa francesa publicou um artigo de um conselheiro da cidade de Paris criticando a equipe dos EUA. Os americanos convidaram o francês para ir ao campo para discutir o assunto. Para piorar a situação, uma discussão começou sobre a decisão do Comitê Olímpico Francês de que o lado americano não poderia filmar sua partida contra a Romênia naquele fim de semana. Uma empresa francesa havia recebido direitos exclusivos para filmar as Olimpíadas, e um pedido americano para filmar a partida foi categoricamente negado. Uma reunião no dia 8 não resolveu o problema, então Sam Goodman disse aos organizadores franceses que os EUA poderiam se retirar dos Jogos.
Para piorar a situação, as roupas dos jogadores americanos foram roubadas durante o treino daquele dia. Embora um atendente francês tenha sido destacado, o time perdeu cerca de US$ 4.000 em dinheiro e pertences. Cleaveland e seus companheiros de equipe não ficaram muito felizes e, por causa do tratamento dado pela imprensa, o lado americano agora estava sendo xingado e cuspido nas ruas de Paris. A imprensa francesa agora incitava um forte sentimento antiamericano em Paris.
| 4 maio 1924 |           |              |                           |
| França | 59–3      | Romênia      | Stade Olympique, Colombes |
| Tries: Beguet, Behoteguy (2), Dupouy (3), Etcheverry, Gerintes, Got (2), Jaureguy (4) Conv.: Beguet (7) Penais: Beguet, Behoteguy | Relatório | Tries: Tudor | Stade Olympique, Colombes |

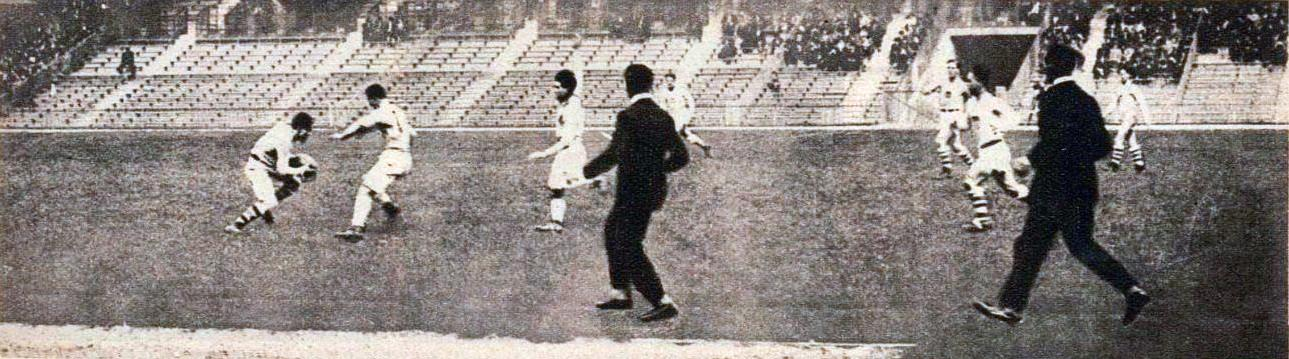
Partida entre Estados Unidos e Romênia.

No domingo, 11 de maio, os EUA derrotaram a Romênia no Estádio Colombes. Com Norman como flyhalf, Richard Hyland como center e Jack Patrick como flanker.
O zagueiro Charlie Doe teve um bom dia chutando, marcando 13 pontos. Com a vitória impressionante, no entanto, uma situação difícil estava se formando. Cada vez que os americanos tocavam na bola, a multidão francesa de cerca de 6.000 pessoas vaiava e sibilava. Por outro lado, eles aplaudiam e gritavam cada vez que os romenos ganhavam qualquer posse de bola. E embora todos sentissem que os americanos jogariam uma partida dura e física, tanto a imprensa esportiva americana quanto a francesa notaram a falta de violência e a natureza habilidosa do jogo dos EUA, juntamente com seu tamanho e preparo físico.
Parte da imprensa francesa até admitiu que os fãs foram injustos na partida. Ainda assim, as probabilidades foram definidas em 5 para 1 contra os EUA, com uma diferença de 20 pontos na próxima partida com a França. Dois dias depois, a questão sobre o árbitro da final foi resolvida quando Albert Freethy, do País de Gales, foi selecionado.
| 11 maio 1924                                                         |           |         |                           |
| Estados Unidos                                                       | 37–0      | Romênia | Stade Olympique, Colombes |
| Tries: Patrick (3), Hyland (4), Cleveland Conv.: Doe (5) Penais: Doe | Relatório |         | Stade Olympique, Colombes |

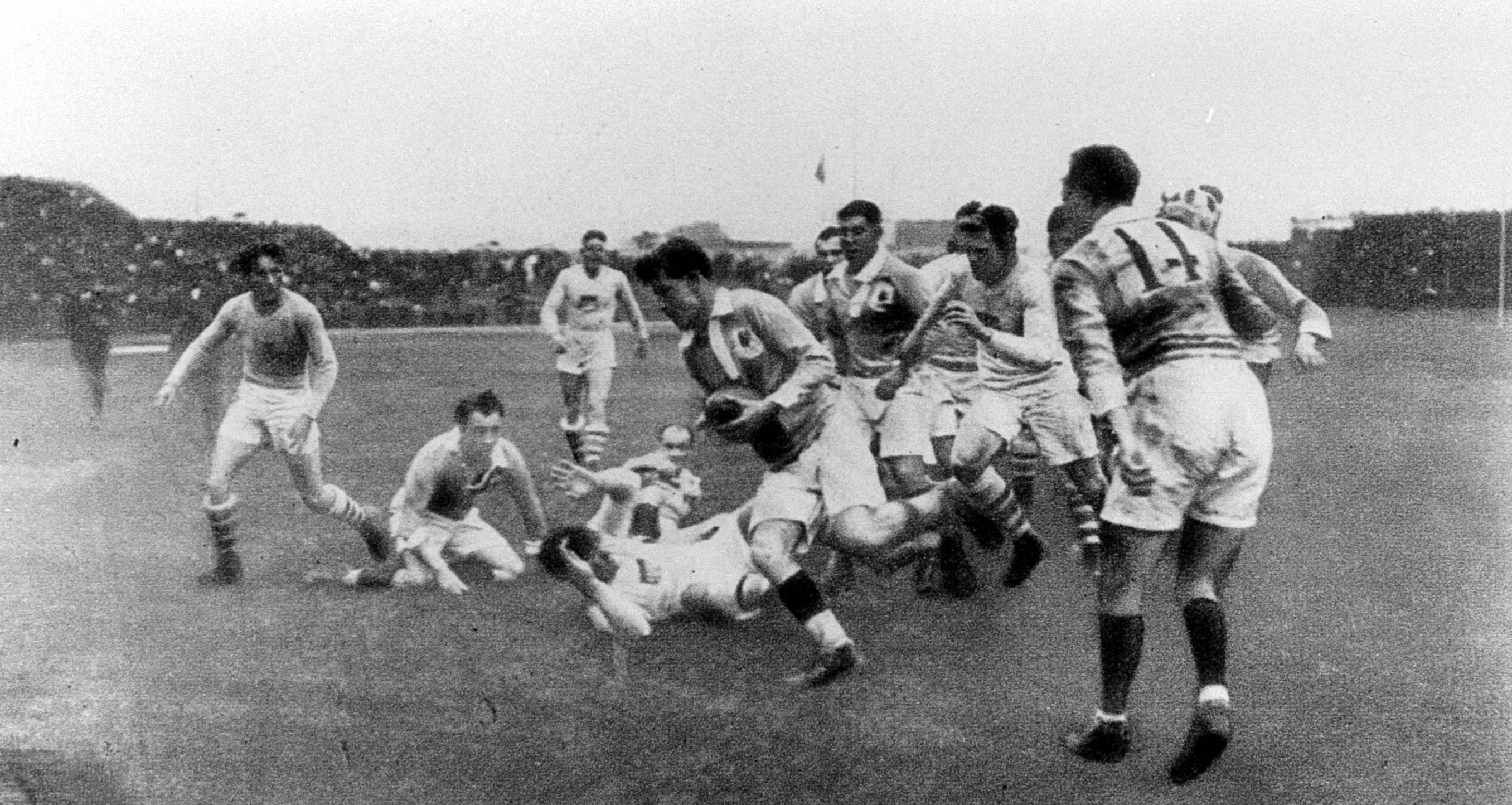
Partida entre França e Estados Unidos.

A partida foi particularmente violenta, com dois jogadores franceses deixando o campo devido a lesões. Durante a final entre França e Estados Unidos no Estádio Colombes, os fãs franceses vaiaram e assobiaram o time americano. Os fãs franceses atiraram garrafas e pedras no campo e nos jogadores e oficiais americanos, brigas selvagens começaram nas arquibancadas, o espectador americano Gideon Nelson ficou inconsciente após ser atingido no rosto por uma bengala, e os fãs franceses invadiram o campo no apito final, deixando a polícia para proteger os americanos. Na cerimônia de medalhas, o hino nacional americano foi abafado pelas vaias e assobios dos fãs franceses, e o time americano teve que ser escoltado para seu vestiário sob proteção policial.
| 18 maio 1924 |           |                                                          |                           |
| França       | 3–17      | Estados Unidos                                           | Stade Olympique, Colombes |
| Tries: Galau | Relatório | Tries: Patrick, Rogers, Farrish (2), Mannelli Conv.: Doe | Stade Olympique, Colombes |

| França |  | Estados Unidos |

|                        |    |    |    |                   |
| Jean Etcheberry        | FB | 1  | FB | Caesar Mannelli   |
| Jean Bayard            | W  | 2  | W  | Ed Graff          |
| Louis Béguet           | C  | 3  | C  | John O'Neil       |
| Aimé Cassayet-Armagnac | C  | 4  | C  | Alan Valentine    |
| M.F. Lubin-Lebrère     | W  | 5  | W  | Linn Farrish      |
| Alexandre Bioussa      | FH | 6  | FH | Colby Slater      |
| René Lasserre (c)      | SH | 7  | SH | Dudley DeGroot    |
| Étienne Piquiral       | F  | 8  | F  | John Patrick      |
| Clément Dupont         | F  | 9  | F  | Rudy Scholz       |
| Henri Galau            | F  | 10 | L  | Robert Devereux   |
| Raoul Got              | L  | 11 | L  | George Dixon      |
| Jean Vaysse            | L  | 12 | L  | Richard Hyland    |
| André Béhotéguy        | H  | 13 | P  | Norman Cleaveland |
| Adolphe Jauréguy       | H  | 14 | H  | Lefty Rogers      |
| Étienne Bonnes         | P  | 15 | WF | Charles Doe       |

## Classificação final

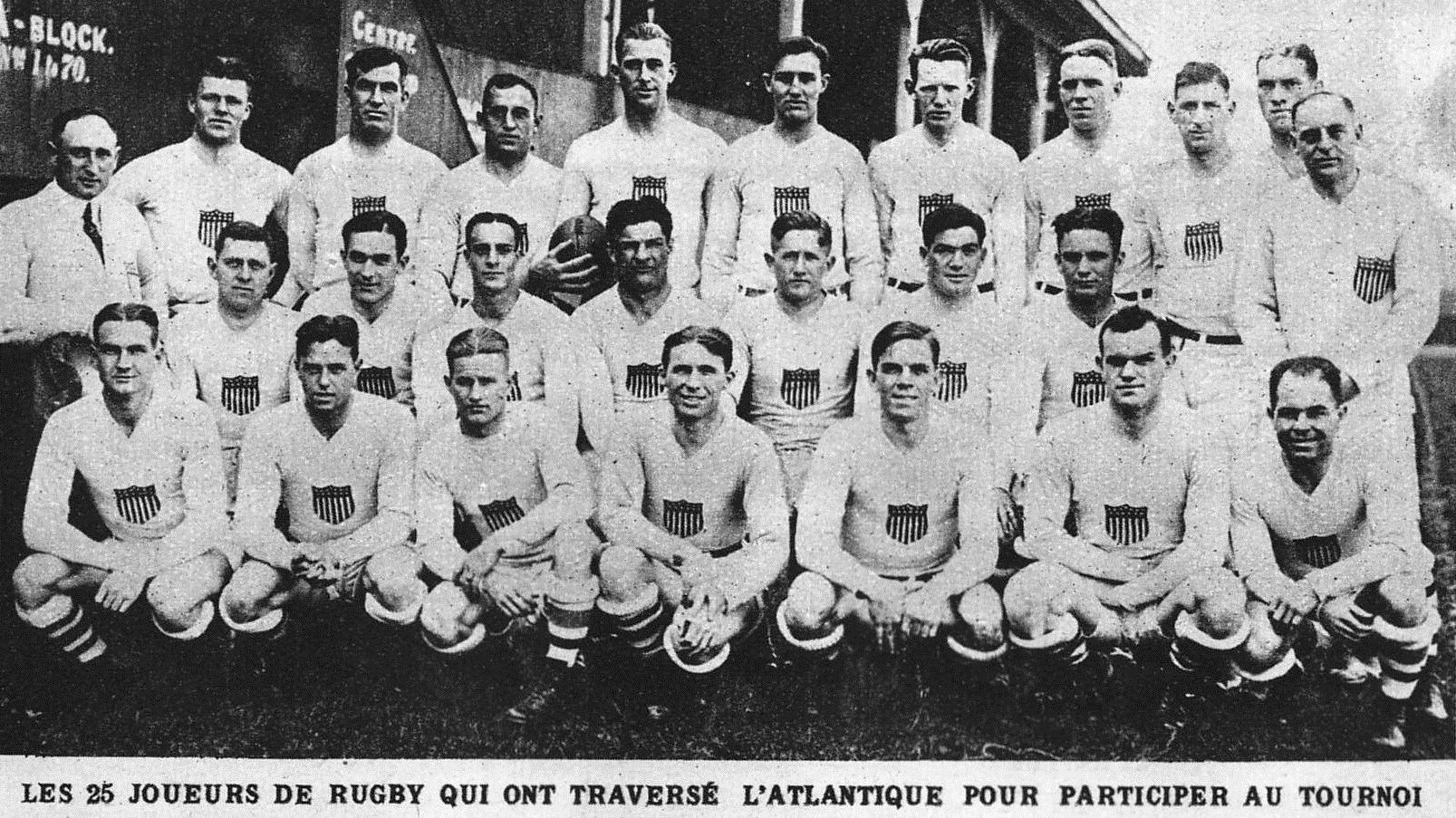
Equipe estadunidense que foi campeã em 1924 sobre a França.

| Pos.              | Equipe             | Jogos | Pontos | Méd. pts. | Tries | Méd. tries |
| ----------------- | ------------------ | ----- | ------ | --------- | ----- | ---------- |
| Medalha de ouro   | USA Estados Unidos | 2     | 54     | 27        | 9     | 4.5        |
| Medalha de prata  | FRA França         | 2     | 62     | 35        | 19    | 9.5        |
| Medalha de bronze | ROM Romênia        | 2     | 3      | 1.5       | 1     | 0.5        |